# Академическая гребля на летних Олимпийских играх 1908 — двойки
Соревнования среди двоек распашных без рулевого по академической гребле среди мужчин на летних Олимпийских играх 1908 года прошли с 28 по 31 июля в гребном центре в Хенли-он-Темс, где ежегодно проводятся соревнования Королевской регаты. Дистанция олимпийской трассы составила 1,5 мили. В соревновании приняли участие 8 спортсменов из 3 стран. От каждой страны в соревнованиях могли принять участие не более 2 экипажей. Также на Игры был заявлена лодка из Италии, но в итоге она не выступила на соревнованиях.
Действующие олимпийские чемпионы американцы Джозеф Райан и Роберт Фернем не участвовали в соревнованиях.
Олимпийскими чемпионами 1908 года стали британцы Гордон Томсон и Джон Феннинг, опередившие в финальном заезде своих соотечественников Филиппа Вердона и Джорджа Фэрберна. Обладателями бронзовых наград стали, уступившие в полуфинальных заездах, немцы Вилли Дюсков и Мартин Штанке и гребцы из Канады Норви Джекс и Фредерик Томс. Тем не менее доподлинно неизвестно вручались ли на Играх какие-нибудь иные медали, кроме золотых.

## Призёры
| Золото                                        | Серебро                                         | Бронза                                  |
| Великобритания · Гордон Томсон · Джон Феннинг | Великобритания · Филипп Вердон · Джордж Фэрберн | Канада · Норви Джекс · Фредерик Томс    |
| Великобритания · Гордон Томсон · Джон Феннинг | Великобритания · Филипп Вердон · Джордж Фэрберн | Германия · Вилли Дюсков · Мартин Штанке |

## Расписание
Время местное (UTC+1)
| Дата    | Время | Раунд     |
| ------- | ----- | --------- |
| 28 июля | 16:30 | Полуфинал |
| 30 июля | 15:15 | Полуфинал |
| 31 июля | 12:30 | Финал     |

## Результаты

### Полуфинал
Победители каждого заезда проходили в финал соревнований. Все остальные сборные выбывали из борьбы за медали.
Заезд 1
Начало полуфинального заезда было немного задержана, в связи с носовым кровотечением у канадца Фредерика Томса, из-за ожидания старта в жаркую погоду. Британские гребцы выступали на лодке, изготовленной фирмой Bowers & Phelps. С самого старта заезда британский гребцы вырвались вперёд и одержали уверенную победу.
| Место | Спортсмены                 | Страна         | Время      | Отставание | Примечания |
| ----- | -------------------------- | -------------- | ---------- | ---------- | ---------- |
| 1     | Гордон Томсон Джон Феннинг | Великобритания | 9:46,0     | +0,0       | F          |
| 2     | Норви Джекс Фредерик Томс  | Канада         | неизвестно | неизвестно |            |

Заезд 2
В течение минуты после старта заезда соперники шли ровно, однако затем британская лодка вырвалась вперёд, опережая немцев к середине заезда на полторы длины лодки. Затем спортсмены из Германии были не в состоянии продолжать заезд и гребцы из Великобритании в одиночестве завершили заезд.
| Место | Спортсмены                   | Страна         | Время   | Отставание | Примечания |
| ----- | ---------------------------- | -------------- | ------- | ---------- | ---------- |
| 1     | Филипп Вердон Джордж Фэрберн | Великобритания | 11:05,0 | +0,0       | F          |
| 2     | Вилли Дюсков Мартин Штанке   | Германия       | DNF     | DNF        |            |

### Финал
В олимпийском финале участвовали две британские пары, представляющие местный клуб Leander. С самого старта Феннинг и Томсон показали быстрый ход, выполняя по 38 гребков в минуту. Вердон и Фэрберн ничего не смогли противопоставить соперникам, уступив на финише более 2 длин лодки.
| Место | Спортсмены                   | Страна         | Время      | Отставание |
| ----- | ---------------------------- | -------------- | ---------- | ---------- |
| 1     | Гордон Томсон Джон Феннинг   | Великобритания | 9:41,0     | +0,0       |
| 2     | Филипп Вердон Джордж Фэрберн | Великобритания | неизвестно | неизвестно |